# Elmar Milanovic
Elmar Milanovic (...) è un ex sciatore alpino austriaco.

## Biografia
Sciatore polivalente, Milanovic vinse la medaglia di bronzo nella combinata ai Campionati austriaci 1972; non debuttò in Coppa del Mondo  e non prese parte a rassegne olimpiche o iridate.

## Palmarès

### Campionati austriaci
- 1 medaglia:
  -  1 bronzo (combinata nel 1972)[senza fonte]